# 光大環境
中國光大環境（集團）有限公司，簡稱光大環境（英語：China Everbright Environment Group Limited，港交所：0257），前称中國光大國際有限公司或光大國際，前身為寧發國際有限公司，現時主要經營環保行業。
作為中國首個一站式、全方位的環境綜合治理服務商，光大環境聚焦固廢、泛水、清潔能源三大領域，主營業務包括垃圾發電及協同處理、生物質綜合利用、危廢及固廢處置、新能源、環境修復、水環境綜合治理、裝備製造、垃圾分類、環衛一體化、資源循環利用、無廢城市建設、節能照明、分析檢測、綠色技術研發、生態環境規劃設計、環保產業園等。截至2023年底，光大環境國內業務遍及26個省（市）、自治區和特別行政區的220多個區縣市；海外業務佈局德國、波蘭、越南及毛里求斯市場。
現時董事會主席為黄海清先生。總部位於香港夏愨道16號遠東金融中心27樓2703室。
光大環境下轄兩家上市企業：新加坡及香港兩地主板上市之中國光大水務有限公司（U9E.SG及1857.HK）以及香港主板上市之中國光大綠色環保有限公司（1257.HK）。

## 历史
自從在1993年，被中國光大集團有限公司收購後，曾經營藥業、零售、木材等非核心業，但由於效益長期欠佳，故此已出售給母公司，轉向從事環保行業。
2013年12月11日，光大國際公佈，公司以先舊後新方式配售4.3億股，佔公司經擴大後之已發行股本約9.59%，配售價每股8.52元，較該股停牌前報9.08元折讓約6.17%。配售事項所得淨額將約36.17億元，擬用於發展公司環保業務，及用作一般營運金。
2018年9月22日，光大國際公佈，公司完成百億港元供股計劃。此次供股計劃按每持有27股現有股份獲配發10股供股股份之基準、每股供股股份6.00港元的認購價，供股獲超額認購373,341,319股供股股份，佔供股項下可供認購之供股股份總數1,660,263,592股約22.49%。本次供股募集資金淨額約99.12億港元。
2020年9月16日，光大環境（257）公佈，公司獲得香港公司註冊處於2020年9月10日發出的公司更改名稱證明書，公司的中文名稱已由「中國光大國際有限公司」更改為「中國光大環境（集團）有限公司」，英文名稱已由「China Everbright International Limited」更改為「China Everbright Environment Group Limited」，自2020年9月10日起生效。